# Bathygnathia bathybia
Bathygnathia bathybia là một loài chân đều trong họ Gnathiidae. Loài này được Beddard miêu tả khoa học năm 1886.